# Верхній герб

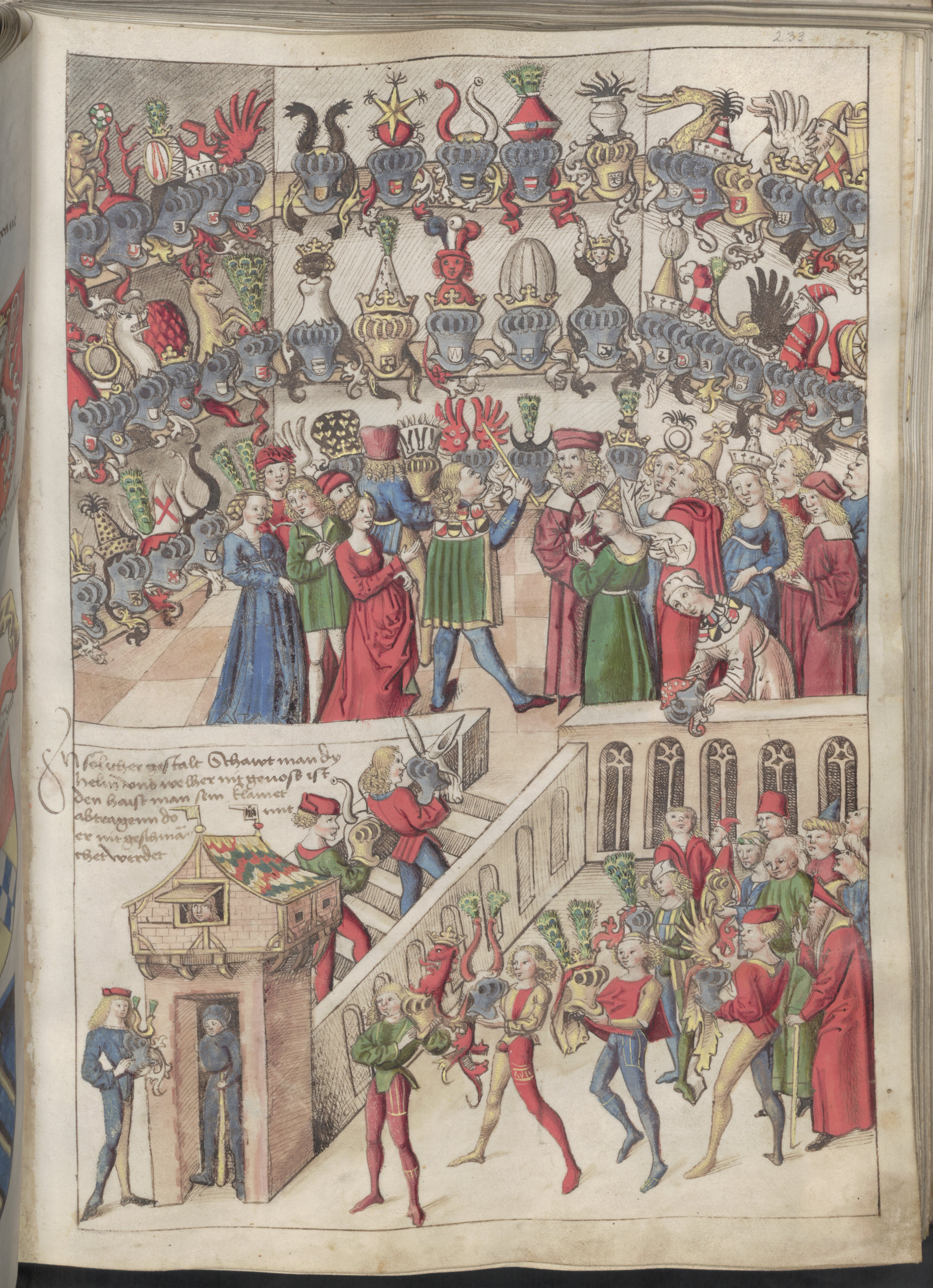
Шоу герба: Геральди розміщують шоломи турнірного товариства</br>Гербовник Грюненберга. 1483 рік

До верхніх гербів геральдисти відносять ті елементи, які не розташовані у щиті і прикріплені або навішені поряд.

## Елементи верхнього герба
Верхній герб, як правило, складається із композиції із шоломом. На шолом накладається буралет або гербова корона, нашоломна подушка та клейнод. Символи, прикріплені до геральдичного шолома, нашоломник, взятий з усіх областей природи та мистецтва або світу міфів. У верхньому гербі  фігури тварин, прапори, люди та нашоломні дошки. У випадку з фігурами тварин часто використовуються лише такі частини, як передня частина або лише голова. Крім того, популярні роги, крила (лет), пір’я. Намет теж належить до елементів верхнього герба.
Деякі автори також зараховують до верхнього герба рангові корони, які представляють собою корони, шоломи або капелюхи, які розміщуються на шляхетському чині відповідно до герба і можуть замінити шолом. Інші вважають їх другорядними частинами, а корони рангу також можуть належати самому шолому.
Елементи, показані на щиті, часто повторюються у верхньому гербі. З тинктурами те ж саме: тинктури щита вживаються у верхньому гербі.
Англійська геральдика спрощує верхній герб завдяки використанню клейноду.

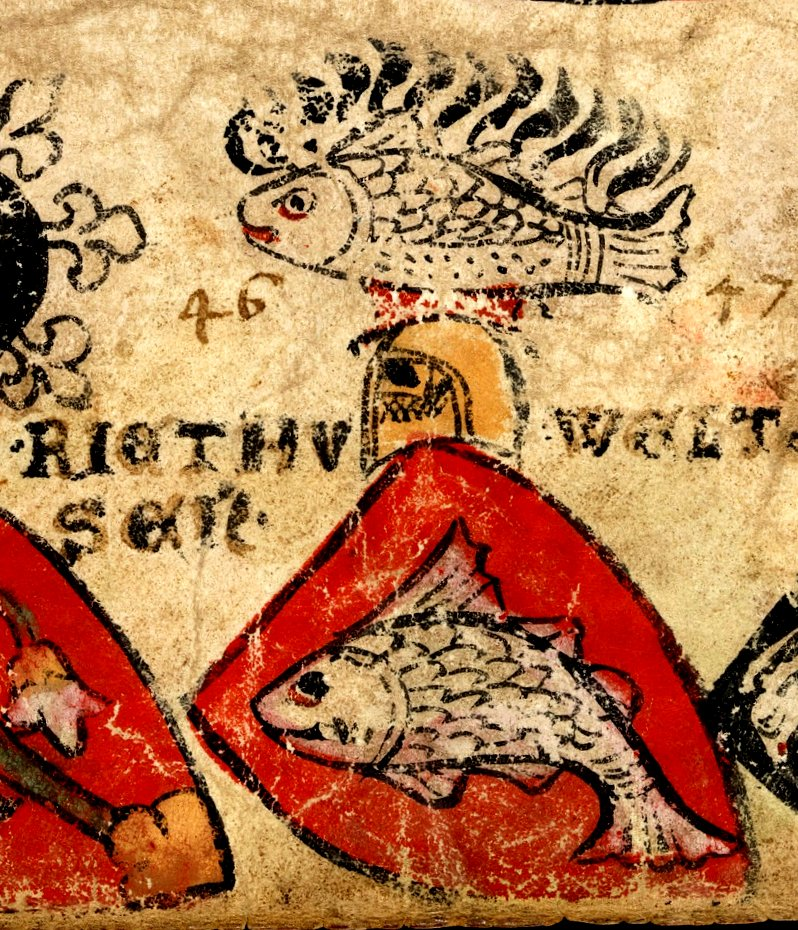
Верхній герб із срібною рибою у верхньому гербі Цюрих, 1340
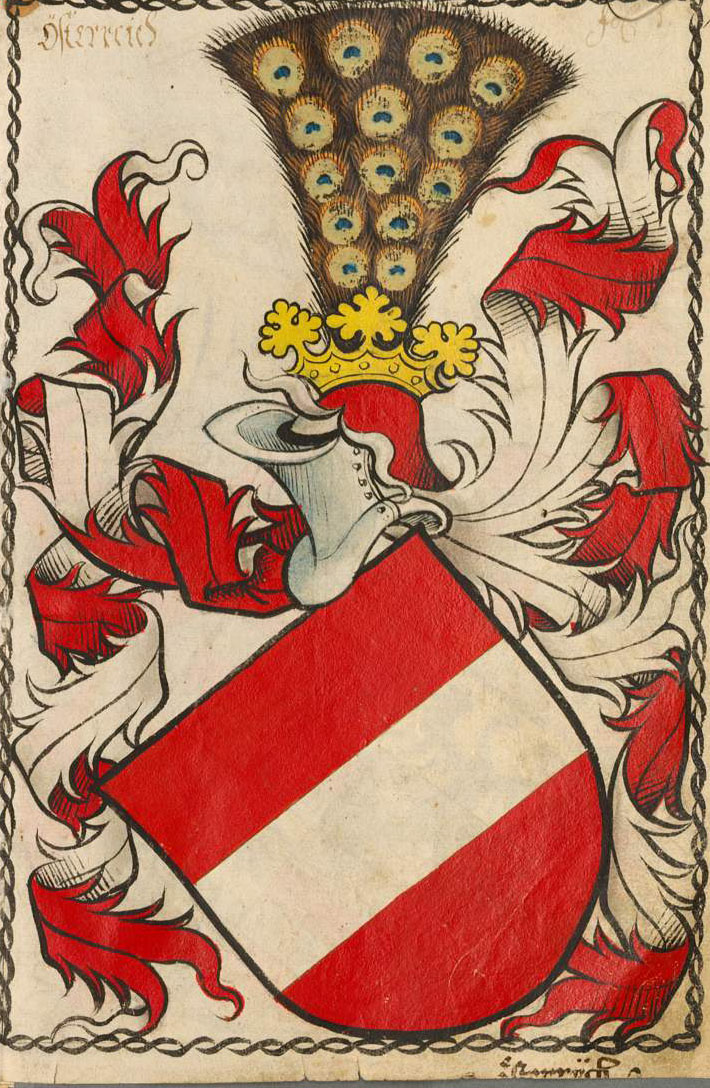
Павиний хвіст Австрія, XV-XVI cт.
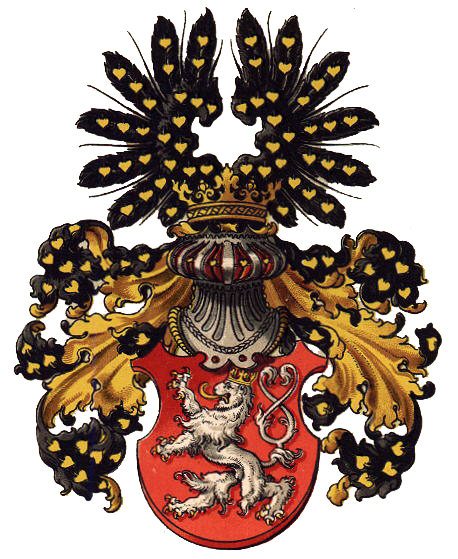
Крила Богемія, 1890

## Історія
Верхній герб з часом перетворився на мистецтво і разом із гербом, щитотримачами та іншими атрибутами утворює повне зображення герба. Верхній герб походить від гербової виставки, де досліджувались не лише бойові щити, але й маркування лицарських шоломів. Верхній герб також був внесений до геральдичних книг і сувоїв ще з часів Високого Середньовіччя.
У той час, як на гербі зазвичай відображається територія, на верхньому гербі спочатку відображаються емблеми сім'ї та особи, пізніше -  ленів. Сьогодні верхній герб містить усі можливі знаки гербового власника, будь то людина чи установа.

## Верхній герб з кількома шоломами

Герб Мансфельда 1481 року

Кілька шоломів можна знайти в генеалогічних гербах, особливо в шлюбних гербах: тут, якщо два подружжя не представлені в окремих щитах, щити об'єднуються (згідно з національними правилами, у німецькій геральдиці, як правило, шляхом розділення) і шоломи чоловічої та жіночої родини, встановлені над щитом. Для висвітлення генеалогії можна поєднати кілька шоломів.
Потрібно дотримуватися послідовності для блазону, якщо над гербом є більше одного шолома. Тож починайте при наявності двох шоломів зправа. Якщо над гербом є три шоломи, спершу описується середній, потім  правий і, нарешті, лівий (2-1-3). Якщо кількість шоломів перевищує три, важливо, чи існує парна чи непарна кількість шоломів. Якщо кількість шоломів рівна, починайте з середини та чергуйте ліворуч та праворуч із описом (5-3-1-2-4-6). Непарна кількість шоломів також починається посередині, але тепер починається справа, а потім знову перемикається вліво, описані декорації шоломів (6-4-2-1-3-5-7). Якщо кількість шоломів незрозуміла, почніть справа. Є також блазони, які широко згадують спочатку середній шолом, потім одну сторону і, нарешті, іншу сторону. Не обов’язково повідомляти про тип шолома, оскільки сім’ї середнього класу носять некоронований шолом, а знатні сім’ї носять коронований спанггельм.

## Приклади

Діва
Здиблений лев
Чоловічі руки
Червоні корогви